# Сет Барнс Николсон
Сет Барнс Николсон (енгл. Seth Barnes Nicholson; Спрингфилд, 12. новембар 1891 — Лос Анђелес, 2. јул 1963) био је амерички астроном.

## Биографија
Сет Николсон је рођен у граду Спрингфилду у америчкој савезној држави Илиноис 12. новембра 1891. године, где је и одрастао. Студирао је астрономију на универзитету Дрејк у граду Де Мојн (Ајова). Радећи у опсерваторији Лик на Универзитету Калифорније 1914. открива постојање Јупитеровог месеца Синопе чију орбиту је детаљно објаснио у својој докторској дисертацији из 1915. године. 
Целу научну каријеру провео је у опсерваторији Маунт Вилсон одакле је открио још три јовијанска месеца: Лиситеју и Карме 1938. и Ананку 1951. године, те Јупитеров тројански астероид 1647 Менелај. Такође је израдио детаљне орбите појединих комета и планетоида Плутона.
У периоду од 1943. до 1955. радио је и као уредник научне ревије Пацифичког астрономског друштва чијим председником је био у два наврата. 
Преминуо је у Лос Анђелесу (Калифорнија) 2. јул 1963. у 71. години живота. 
Његово име носе астероид 1831 Николсон, по један кратер на Месецу и Марсу и област на месецу Ганимеду.